# Jemima Sumgong
Jemima Jelagat Sumgong (ur. 21 grudnia 1984) – kenijska lekkoatletka specjalizująca się w biegach długodystansowych. Mistrzyni olimpijska w maratonie.
Sumgong w Mistrzostwach Świata w Lekkoatletyce 2015 zajęła 4. miejsce w maratonie. Rok później w tej samej konkurencji zdobyła tytuł mistrzyni olimpijskiej.
Zwyciężczyni maratonu w Rotterdamie (2013) i maratonu londyńskiego (2016).
W 2012 została przez swoją macierzystą federację lekkoatletyczną ukarana dwuletnim zawieszeniem (liczonym od 11 czerwca 2012) po wykryciu w pobranej od niej próbce niedozwolonego środka dopingującego, jednak we wrześniu tego samego roku IAAF, uznając odwołanie zawodniczki, cofnął tę decyzję, uniewinniając Sumgong.
W 2017 została zdyskwalifikowana na cztery lata, począwszy od 3 kwietnia za stosowanie dopingu.
W 2019 roku dyskwalifikacja została wydłużona do 8 lat.

## Osiągnięcia
| Rok  | Impreza              | Miejsce        | Konkurencja | Pozycja    | Wynik   |
| ---- | -------------------- | -------------- | ----------- | ---------- | ------- |
| 2015 | Mistrzostwa świata   | Pekin          | maraton     | 4. miejsce | 2:27:42 |
| 2016 | Igrzyska olimpijskie | Rio de Janeiro | maraton     | 1. miejsce | 2:24:04 |

## Rekordy życiowe
- półmaraton – 1:06:43 (2017)
- maraton – 2:20:41 (2014)